# Cheval (film)
Pour les articles homonymes, voir Uma et Cheval (homonymie).
Pour plus de détails, voir Fiche technique et Distribution.
Cheval (馬, Uma) est un film japonais réalisé par Kajirō Yamamoto et Akira Kurosawa, sorti en 1941.

## Synopsis
Ine Onoda, une jeune adolescente, fille aînée d'une famille de fermiers pauvres, élève avec passion un cheval.

## Fiche technique
- Titre : Cheval
- Titre original : 馬 (Uma?)
- Réalisation et scénario : Kajirō Yamamoto et Akira Kurosawa
- Photographie : Takeo Itō, Hiromitsu Karasawa, Akira Mimura et Hiroshi Suzuki
- Montage : Akira Kurosawa
- Société de production : Tōhō
- Musique : Shigeaki Kitamura
- Pays d'origine :  Empire du Japon
- Langue originale : Japonais
- Format : noir et blanc - 1,37:1 - son mono
- Genre : drame
- Durée : 129 minutes[1]
- Date de sortie :
  - Empire du Japon : 11 mars 1941[1]

## Distribution
- Hideko Takamine : Ine Onoda
- Kamatari Fujiwara : Jinjiro Onoda, le père d'Ine
- Chieko Takehisa : Saku Onoda, la mère d'Ine
- Kaoru Futaba : Ei, la grand-mère d'Ine
- Takeshi Hirata : Toyokazu Onoda, le frère aîné d'Ine
- Toshio Hosoi : Kinjiro Onoda, le frère cadet d'Ine
- Setsuko Ichikawa : Tsuru Onoda, la petite sœur d'Ine
- Sadao Maruyama : maître Yamashita, le professeur
- Yoshio Kosugi : Zenzo Sakuma
- Sadako Sawamura : Kikuko Yamashita
- Tsuruko Mano : Mme Sakuma
- Sōji Kiyokawa : M. Sakamoto

## Autour du film
Selon Tadao Satō, Cheval aurait pu être un chef d’œuvre, mais la scène finale, stéréotypée et conçue pour plaire à l'armée, casse l'émotion du film. Dans cette scène, Ine, la jeune fille vend son cheval à l'Armée de terre lors d'un marché et s'en réjouit du fond du cœur.